# Shepenupet I
Khenemetibamun Shepenupet I (hay Shepenwepet I) là một công chúa thuộc Vương triều thứ 23 trong lịch sử Ai Cập cổ đại.

## Tiểu sử
Shepenupet I là con gái của pharaon Osorkon III và vương hậu Karoadjet. Bà là chị em cùng cha với các pharaon là Takelot III và Rudamun. Bà là nữ tư tế đầu tiên sử nắm quyền kiểm soát Thebes và các vùng lân cận. Vì thế các tên hoàng gia của công chúa được đặt trong khung vỏ đạn. Shepenupet I cũng là người duy nhất giữ phong hiệu "Nữ chúa của hai vùng đất".
Shepenupet I đã được phong danh hiệu "Người vợ thần thánh của Amun" trong thời gian trị vì của cha mình. Khi Kashta, quốc vương của Kush, mở rộng lãn thổ đến Thebes, nhà vua đã buộc Shepenupet phải nhận công chúa Amenirdis I con ông làm người kế vị của bà. Shepenupet và Amenirdis được khắc họa cùng nhau tại Wadi Gasus.
Shepenupet I vẫn còn sống dưới thời trị vì của pharaon Shebitku (Vương triều thứ 25) dựa trên các bức phù điêu của bà cùng Amenirdis tại đền Osiris-Héqadjet.